# قزلی (اسماعیل‌لی)
قزلی (به لاتین: Qəzli) یک منطقه مسکونی در جمهوری آذربایجان است که در شهرستان اسماعیل‌لی واقع شده‌است.